# Tonadilla
De tonadilla was een Spaanse muzikale theateruitvoering in liedvorm waarbij niet werd gedanst. Het genre was een soort korte, satirische muzikale komedie die populair was in het 18e-eeuwse Spanje en later in Cuba en andere Spaanse koloniale landen.
Oorspronkelijk was het een soort lied, daarna werd een dialoog voor personages in de tonadilla geschreven en het groeide uit tot een miniatuuropera die 10 tot 20 minuten duurde. De tonadilla haalde zijn personages uit het dagelijks leven en omvatte populaire en volksmuziek en -dans en volkstaal. De tonadilla beïnvloedde ook de ontwikkeling van de zarzuela, de karakteristieke Spaanse opera en operette.
De eerste tonadilla wordt toegeschreven aan Luis Misón in 1757. Opmerkelijke componisten van tonadilla's in Spanje waren Blas de Laserna, Pablo Esteve en Jacinto Valledor. De tonadilla was vooral populair in Cuba, waar meer dan 200 toneeltonadilla's werden gezongen tussen 1790 en 1814 waarna het genre zich verspreidde in de Cubaanse provincies.